# Bradashesh
Bradashesh falu Albánia középső részén, a Shkumbin folyó jobb partján, Elbasantól légvonalban és közúton egyaránt 5 kilométerre nyugat–délnyugati irányban. Elbasan megyén és Elbasan községen belül Bradashesh alközség központja. Fő nevezetessége az Ad Quintum-i római kori fürdőház romja.

## Fekvése
A Shkumbin jobb (északi) partján, az Elbasani-sík északi peremén fekszik. A Kusha-völgyben 2011-ben vette kezdetét a Tiranát Elbasannal összekötő A3-as autópálya építése, északnyugati irányból pedig az SH3-as tirana–korçai főút érkezik a vidékre és Bradasheshnél fordul keleti irányba, a Shkumbin völgyébe. Az SH3-asba ugyanitt, Bradasheshnél csatlakozik be az SH7-es főút, amely Elbasannak Peqinen keresztül az Adria-parti úttal biztosít összeköttetést.

## Története és nevezetességei
A harmadik római–illír háborút, Illíria i. e. 168. évi római meghódítását követően a Genusus (Shkumbin) völgyében felépült Via Egnatia egy kisebb, valószínűleg már az i. e. 2. században benépesült települése, Ad Quintum feküdt a mai Bradashesh helyén. A település pontos mérete nem ismert, a régészeti ásatások csupán egy 2–3. századi római villát és fürdőházát tárták fel. Annyi tudható, hogy fontosabb regionális szerepkörrel nem rendelkezhetett, mert azt az i. sz. 1. századtól a néhány kilométerrel keletebbre, a mai Elbasan helyén felépült, castrummal is rendelkező Scampis töltötte be.
Az 1970-es években a falu délkeleti határában épült fel a korszak egyik legnagyobb nehézipari beruházása, A Párt Acélja Kohászati Kombinát, amely 10-12 ezer embernek adott munkát. Az 1991-es rendszerváltást követően az ipari termelőegységek nagy része bezárt, de súlyosan elszennyezett környezetet hagytak hátra, aminek következtében országosan Elbasan és Bradashesh vidékén a legmagasabb a krónikus légúti és emésztőrendszeri megbetegedések, a koraszülések és születési rendellenességek aránya.